# Ludwig von Theobald (Verwaltungsjurist, 1795)
Ludwig von Theobald (* 24. August 1795 in Rastatt; † 26. Juli 1856 in Lichtental (Baden-Baden)) war ein deutscher Verwaltungsbeamter.

## Leben
Ludwig von Theobald, Sohn des Geheimrats und Präsident der Oberrechnungskammer Theobald, studierte ab 1813 Rechtswissenschaften an der Universität Heidelberg und wurde im gleichen Jahr Mitglied des Corps Suevia Heidelberg. Den Kriegsdienst nahm ihm 1815 sein jüngerer Bruder Josef Karl Valentin von Theobald ab. Nach dem Studium trat er 1817 als Rechtspraktikant in den badischen Verwaltungsdienst ein. 1819 wurde er Garnisonauditeur zunächst in Mannheim, dann in Freiburg im Breisgau und 1830 in Karlsruhe. 1833 wurde er Amtmann in Offenburg. Als solcher wurde von Theobald 1835 nach Baden-Baden versetzt und 1836 zum Oberamtmann befördert und zum Amtsvorstand des dortigen Bezirksamtes ernannt. Von 1849 bis 1856 war er Amtsvorstand des Bezirksamts Gernsbach.

## Auszeichnungen
- Ritter des Ordens vom Zähringer Löwen